# Fabrizio Serbelloni
Fabrizio Serbelloni (4 de novembro de 1695 - 7 de dezembro de 1775) foi um cardeal milanês da Igreja Católica, decano do Colégio dos Cardeais.

## Biografia
Quarto dos seis filhos de Giovanni Serbelloni, segundo duque de San Gabrio, Grande de Espanha e Maria Giulia Trotti Bentivoglio, dos Marqueses de Incisa. Iniciou seus estudos em casa, mais tarde, frequentou o Colégio Clementino, em seguida, ele estudou na Universidade de Pavia, onde obteve o doutorado utroque iure, em direito canônico e direito civil, em 19 de julho de 1718.
Foi a Roma durante o pontificado do Papa Inocêncio XIII. Em 1719, ele entrou na prelazia romana como prelado doméstico de Sua Santidade. Referendário dos Tribunais da Assinatura Apostólica da Justiça e da Graça em 27 de agosto de 1721. Vice-legado em Ferrara em 1722, por sete anos. Inquisidor geral na ilha de Malta, em 7 de maio de 1726, por causa do seu temperamento orgulhoso, feroz e insolente, ele teve um encontro ruim com alguns jovens cavaleiros de Malta, que o jogaram na vala da cidade velha. Retornou a Roma, foi nomeado governador de Loreto e Recanati, em 17 de outubro de 1730. Tornou-se consultor da Suprema Sagrada Congregação da Inquisição Romana e Universal.
Recebeu as ordens menores em 22 de junho de 1731, o subdiaconato em 24 de junho, o diaconato em 29 de junho e a ordenação presbiteral em 1 de julho; todas de Vincenzo Antonio Maria Muscettola, bispo de Recanati-Loreto, na Capela do Colégio dos Jesuítas em Loreto. Eleito arcebispo titular de Patræ veteres em 6 de agosto de 1731, recebeu a ordenação episcopal em 25 de agosto de 1732, festa de São Bartolomeu Apóstolo, no Altar do Santo Rosário na Basílica da Santa Casa, Loreto, por Vincenzo Antonio Maria Muscettola, bispo de Recanati-Loreto, assistido por Fabio Mancinforte, arcebispo titular de Nauplia, e Antonio Fonseca, bispo de Jesi. Núncio na Toscana, 1 de setembro de 1731. Assistente no Trono Pontifício, 9 de dezembro de 1731. Núncio em Colônia, 5 de fevereiro de 1734. Núncio na Polônia, 8 de agosto de 1738. Núncio na Áustria, 1 de março de 1746.
Criado cardeal-presbítero no consistório de 26 de novembro de 1753, pelo Papa Bento XIV; o papa mandou o barrete cardinalício para Viena com o Conde Petroni. O barrete foi imposto com grande solenidade pelo Imperador Francisco I em 18 de julho de 1754, e recebeu o título de Santo Estêvão no Monte Celio em 22 de julho.
Atribuído às Sagradas Congregações de Propaganda Fide, Imunidade Eclesiástica e Bispos e Regulares. Protetor das Ordens dos Eremitas de Santo Agostinho e da Congregação do Bem-aventurado Pedro de Pisa. Legado em Bolonha, 16 de setembro de 1754; permaneceu no cargo até 1761. Nomeado protetor da Congregação lombarda de Observadores da Ordem de São Jerónimo em 25 de janeiro de 1763. Passa para o título de Santa Maria em Trastevere em 21 de março de 1763. Logo depois, passa para a ordem de cardeais-bispos e assume a sé suburbicária de Albano em 16 de maio.
Quando o Papa Clemente XIII estava indo celebrar o consistório de 26 de setembro de 1766 e Serbelloni soube que o monsenhor Mario Marefoschi não estava entre os novos cardeais, ele foi ver o papa e expressou seu descontentamento, informando ao pontífice que não iria participar do consistório e esteve ausente por alguns dias. Nomeado protetor da Ordem dos Eremitas de Santo Agostinho, em 23 de janeiro de 1768.
Em 7 de dezembro de 1775, assume a suburbicária de Ostia–Velletri, sé do decano do Sacro Colégio dos Cardeais. Abade in commendam das abadias de S. Lanfranco, Pavia; e S. Dionigi, Milão.
Morreu em 7 de dezembro de 1775, em Roma. Velado na igreja de Santi Ambrogio e Carlo al Corso, onde o funeral também ocorreu, com a participação do papa e do Sacro Colégio dos Cardeais, e, de acordo com sua vontade, sepultado na mesma igreja, em frente à principal altar com um eulogio magnífico colocado por seus irmãos, seus herdeiros.

## Conclaves
- Conclave de 1758 - participou da eleição do Papa Clemente XIII[2]
- Conclave de 1769 - participou da eleição do Papa Clemente XIV[2]
- Conclave de 1774-1775 - participou como deão da eleição do Papa Pio VI[2]